# Handleiding tot de Kennis der Flora van Nederlandsch Indië
Handleiding tot de Kennis der Flora van Nederlandsch Indië (abreviado Handl. Fl. Ned. Ind.) es un libro con ilustraciones y descripciones botánicas que fue escrito por el botánico y explorador neerlandés Jacob Gijsbert Boerlage. Fue editado en 3 volúmenes en los años 1890-1900, con el nombre de Handleiding tot de kennis der flora van Nederlandsch Indië. Beschrijving van de families en geschlachten der Nederl. Indische phanerogamen .

## Publicación
- Vol. 1, part 1, 2 Jan 1890; part 2, 2 Aug 1890;
- Vol. 2, part 1, 1 Oct 1891, part 2, Jan 1899;
- Vol. 3, part 1, 1 Sep 1900